# Linnés naturaliemuseum
Linnés naturaliemuseum är ett tidigare privat historiskt museum på Linnés Hammarby, 15 kilometer sydost om Uppsala.
Linnés naturaliemuseum är en liten stenbyggnad utan eldstad, som byggdes ovanför mangårdsbyggnaden på Linnés Hammarby. Carl von Linné lät uppföra byggnaden för att förvara sin naturaliesamling utan risk för brand eller översvämning, efter att ha upplevt att stadsbranden i Uppsala 1766 kommit nära hans hus i Svartbäcken. Huset var också försett med en åskledare. I naturaliesamlingen fanns torkade växter, snäckor, insekter, stenar och diverse andra föremål från naturen.
Museibyggnaden placerades på ett betryggande avstånd från övriga byggnader på gården på en hög punkt på kullen Hammaren, som på Linnés tid var kreatursbetad Kronopark. Höjden var därför inte så beskogad som idag, och från  naturaliemuseet var det en milsvid utsikt över Uppsalaslätten.
| ”                                                         | .. jag ligger nu uti mitt lusthus på mitt höga berg och min ålderdom hugnar mig af frisk luft, prospect [utsikten], naturalier och den innocente landtlefnaden. | „ |
| – Carl von Linné i brev till Abraham Bäck den 1 juli 1769 | |   |